# Сербская музыка
Се́рбская му́зыка (серб. Српска музика) — достижения музыкальной культуры сербского народа; результат многовекового исторического процесса формирования и развития своеобразных традиций. Это понятие объединяет сербский музыкальный фольклор, современную фолк-музыку, сербскую академическую музыку и сербскую духовную музыку.

## История
Богатая музыкальная традиция сербской музыки была заложена в Средневековье. В церквях страны исполнялся цикл разнообразных церковных песен на религиозные тематики, под названием «Восьмигласник» (Октоих). Правители покровительствовали музыкантам.
Сербская музыка развивалась под влиянием Византийской культуры, как во времена Сербской средневековой державы (XII—XV века), так и во время нахождения под властью Турции.
Во время турецкого господства официальное музицирование пришло в упадок. Лучше она сохранялась в Воеводине, находящейся в составе Габсбургской монархии. О сербской церковной музыке сохранилось мало сведений. С XVIII века известны церковные песни, которые основывались на образцах XV века. Хотя, есть предположение, что в первой половине XVII века сербское церковное пение было создано на основе поздневизантийской традиции и сербского народного пения (с 1713 года на церковнославянском языке). Под влиянием русской музыки в сербских драматических произведениях появляется нелитургическая инструментальная музыка и песни. В Белграде, находившемся тогда под властью Австрии, для православного населения в 1721 году была основана греческая певческая школа. В конце XVIII — начале XIX веков в Сремских Карловцах, центре сербской метрополии, зародился карловацкий распев. Первое известное печатное издание сербской церковной музыки вышло в 1862—1864 годах в Вене — это «Православное церковное пение сербского народа» (серб. Православно црквено поjaње у србског народа) К. Станковича, содержащее песнопения литургии Иоанна Златоуста, тропари и кондаки праздников.

## Сербская народная музыка

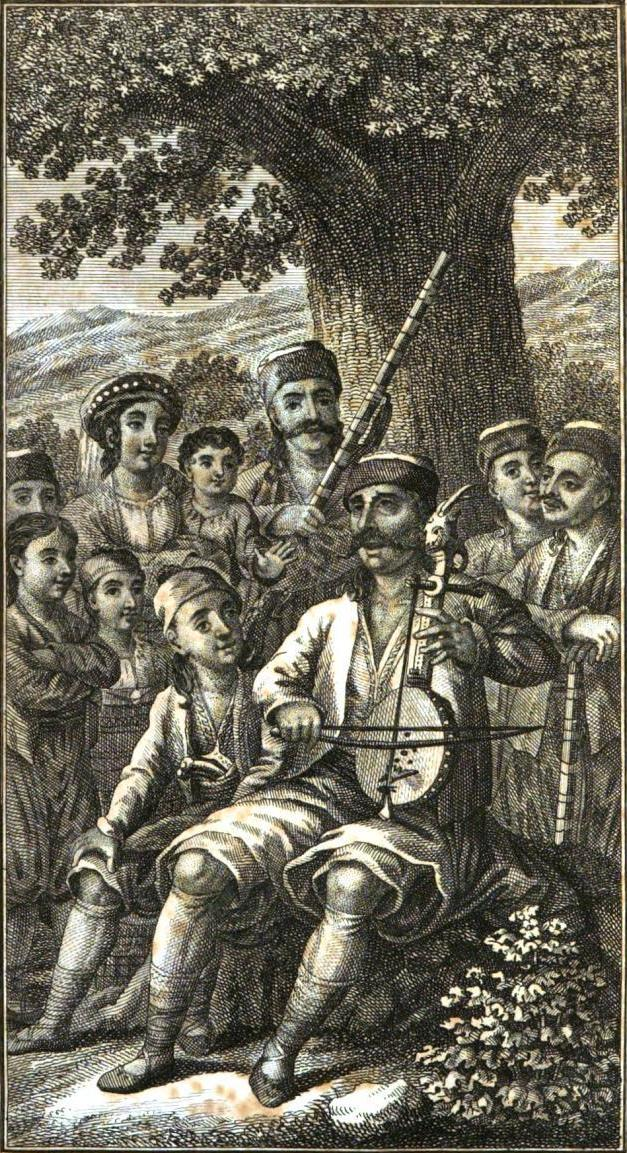
Герцеговинский музыкант играет на гусле

Подробнее см. Сербская народная музыка
Для сербской народной музыки, как и для музыки многих народов Балкан, характерен диапазон в объёме кварты или квинты, довольно сложная метрика (например, составной повторяющийся метр 7/8, 9/8 и 13/16; часто меняющийся и иногда вообще отсутствующий метр), диатонические попевки с чертами ладовой переменности, встречаются также элементы хроматики (распространённая интонация — ув. секунда; встречаются мелодии, гармония которых выражена терциями); многие мелодии богато орнаментированы. В вокале используется двухголосное или многоголосное пение. Народные инструменты используются преимущественно для аккомпанемента при пении и редко — для самостоятельного исполнения. На сербскую народную музыку существенно повлияли византийская и восточная (в особенности турецкая) музыка, на музыку Воеводины — венгерская, хорватская и австрийская.
Духовые инструменты: свирель фрула, родственная молдавскому и румынскому флуеру, двойная свирель двойница (серб. двојница), зурна (серб. зурла), кларнет и кавал. После Сербской революции в Сербию проник духовой оркестр, прочно вошедший в сербскую народную музыку во время Первой мировой войны. В странах Запада такой стиль исполнения народной музыки в духовом варианте называется «Balkan brass».
К струнным щипковым инструментам относится тамбурица, она же тамбура и шаргия. В центральной и южной Сербии она аккомпанирует другим инструментам, в то время как в Воеводине тамбурица используется в составе ансамбля, состоящего исключительно из них (такие же ансамбли встречаются и в Хорватии). В сольном исполнении напоминает саз (Центральная и южная Сербия) или мандолину (Воеводина). Смычковым инструментом является гусле. Они не имеют ничего общего с русскими гуслями, и представляют собой однострунный (струна изготавливается из 30—60 сплетённых конских волос) смычковый инструмент с грушевидным корпусом, обтянутым бараньей или кроличьей кожей, головка грифа иногда исполняется в виде голов зверей или птиц. При игре гусле ставятся на колено, струны едва касаются шейки, а не плотно прижимаются к ней. Гусле обычно сопровождают эпические песни. В Средние века и ранее Новое время сербские гусляры часто гастролировали по странам Южной и Восточной Европы в силу своей популярности. Кроме того, к смычковым относится кеманча (серб. ćemane, ћемане). Позднее в сербскую народную музыку проникли скрипка и виолончель.
К духовым язычковым инструментам относится волынка гайда, большой популярностью пользовавшаяся в Воеводине (а особенно — в Среме). В XIX веке её довольно быстро вытеснил аккордеон. Главная особенность сербского аккордеона — очень высокий тембр, из-за чего он звучит пискляво.
К ударным инструментам относится барабан тапан (серб. тапан, гоч), схожий с кавазским давулом или индийским дхолом. Среди мусульман распространена дарбука.
В сёлах Течич и Вукмановац (община Рековац, Поморавский округ), расположенных в исторической области Левач с середины XX века известна практика изготовления духовых (роги, трубы и зурны) и ударных инструментов из корнеплодов тыквы (инструмент, изготовленный из тыквы называется серб. лејка, lejka). Начало ей положил житель села Течич Предраг Благоевич, на данный момент являющийся одним из немногих в Сербии мастеров по изготовлению музыкальных инструментов из тыквы, если не единственным. Ориентировочно в 1980-х годах ныне покойный Сибин Славкович из села Калудра создал оркестр из тыквенных музыкальных инструментов (его участники называются серб. лејкаши, lejkaši), впоследствии вошедший в вукмановацкий ансамбль народной музыки «Младост». Участники данного оркестра исполняют музыку без нот и репетиций, однако никогда не ошибаются во время исполнения.
В конце XIX-го-начале XX века в городах Сербии сложился особый жанр народной музыки — серб. староградска музика.
В Воеводине распространён бечарац — жанр, в котором исполняются сатирические и шуточные песенки, как правило в виде двустиший. Каждая строка в двустишии повторяется два раза, сначала первая строка поётся запевалой, а затем её «подхватывает» хор, а вторая полностью поётся хором. Помимо Сербии, бечарац распространён в Хорватии. Также песни в этом жанре могут быть в виде четверостишия, в этом случае, первая строка поётся запевалой, а остальные — хором. Примерным аналогом бечараца в русской народной музыке являются частушки, а в украинской — коломыйки. Часто характер песен является неформальным и искренним (исполнение может продолжаться до тех пор, пока у исполнителей не иссякнут силы), а текст может являться импровизацией.

### Влияние на музыку других народов
Под влиянием сербской народной музыки в румынском и молдавском фольклоре возник танец сырба (молд. сырба, sîrba, рум. sârba). В то же время русский и белорусский народный танец «Сербиянка», он же «Сербияночка», не имеет с сербской культурой ничего общего и является танцем цыганского происхождения.

### Сербские народные танцы
Сербская танцевальная культура отличается динамичностью, ритмичностью, большим разнообразием исполняемых танцев. Самой распространённой фигурой в сербских народных танцах является хоровод, как и во всех балканских странах. По состоянию на 1948 год, в Сербии насчитывалось 1668 разновидностей народных танцев, как и общераспространённых, так и региональных.
Самый известный сербский народный танец — коло. Во время исполнения танца участники держатся за руки, кладут на плечи или пояс друг друга и ходят по замкнутому кругу, реже — по разомкнутому кольцу. Во время исполнения участники также могут притоптывать, вращаться вокруг своей оси или приседать. Если коло исполняется в форме полуокружности, то танцоры по краям вертят платки, подсказывая остальным. Раньше коло сопровождалось лишь пением, с XIX века и по настоящее время коло танцуют под аккомпанемент народных инструментов. В каждом регионе Сербии существует своя разновидность коло, различающиеся движением ног и манерой исполнения, самые известные — коло из Ужицкого края (серб. Ужичко коло), коло из окрестностей Лесковаца (серб. лесковачка четворка) и моравац (коло из Поморавья, серб. моравац). Коло вошло в сборник пьес Антонина Дворжака «Славянские танцы» в опус 72 под названием № 7 (15) C-dur. Allegro vivace.
Другая разновидность сербского народного танца — чачак. Помимо окружности танец может иметь форму спирали и прямой линии. Участники движутся против часовой стрелки, темп быстрый — 2/4, но может становиться быстрее. Больше всего известны чачак из Шумадии (серб. шумадијски чачак) и из окрестностей Нишка-Бани (серб. бањски чачак, заплањски чачак).
В ряде танцев исполнители, строго сохраняя рисунок, не соединяют рук. Такое положение называется «поворка» или «врста» — это несвязанный вид танца. Другой вид танца — переходный от несвязанного к связанному, то есть когда исполнители держатся за руки, за платки, за полотенца, за ожерелья, находящиеся в руках. В этом положении они могут двигаться цепочкой, по кругу, образовывать воротца и т. п.

### Известные сербские народные песни
- Ой, розочка румяная (серб. Ој, ружице румена)
- Русы волосы твои, девица (серб. Русе косе, цуро имаш)
- Кто говорит, что Сербия мала (серб. Ко то каже, Србија је мала)
- Давай, Яна (серб. Ајде, Јано, плясовая)
- Ринге, ринге, раја
- Ој, Јело Јелена
- Нишка Бања топла вода
- Три метера сомота (бечарац)
- Свилен конац (изначально был инструментальным наигрышем, текст на мелодию был положен лишь в 1994 г.)

## Сербская фолк-музыка
Подробнее см. Сербская фолк-музыка
В период между 60-ми и 90-ми годами XX века на основе народных мелодий во всех республиках бывшей СФРЮ, кроме Словении, возник жанр городской популярной музыки, который получил название «новосозданная/новокомпонованная народная музыка» или «новая народная музыка» (серб. новокомпонована народна музика). Термин «новокомпанованный» здесь не случаен, поскольку подчёркивает отличие фолк-музыки от традиционной народной музыки. Хотя поначалу и предпринимались определенные попытки сделать фолк-музыку похожей на традиционную по формам и содержанию, но вскоре они сошли на нет, и «новокомпанованная» авторская фолк-музыка всё дальше и дальше удалялась от своих источников.
По своим характеристикам, таких как тиражи, количество и популярность в СМИ, «новокомпанованная» сербская фолк-музыка представляет собой типичное явление массовой культуры. Несмотря на то, что она подвергалась критике со стороны правящей партии и государственных структур, «новокомпонованная» музыка стала пользоваться большой популярностью в социалистической Югославии.
Этот тип музыки облагался дополнительным налогом, применявшимся к содержанию, не имеющему культурной или художественной ценности, в народе называемой «налогом на шунд» (серб. налог на шунд, от нем. Schund — «низкопробная литература»), отсюда и разговорное название «серб. шундачи» для песен этого жанра.
Базовым инструментом в этом жанре является аккордеон, без которого немыслим «народный» оркестр и который является своего рода визитной карточкой жанра. Остальные инструменты изначально были акустическими, но уже в середине 1970-х они были заменены электрическими, а в начале восьмидесятых — синтезатором и ритм-машина.
В музыкальном смысле «новокомпанованная» народная музыка непритязательна. Для неё характерны вариации на музыкальные темы всего Балканского региона, а также Турции, Ближнего Востока и даже Индии, приспособленные к зачастую скромным вокальным возможностям исполнителей, а также неумеренное использование эффектов. Тексты чаще всего довольно простые и изобилуют пафосом. В основном в песнях описывается горе по потерянной любви, измена, оплакивание тяжёлой жизни, сожаление о потерянной молодости, ностальгия по заброшенному родному региону, а также повседневность, в основном деревенская. Для авторов песен в большинстве случаев важна только рифма, поэтому из-за неё они склонны пренебрегать грамматикой, а нередко и логикой. Поэтому такие тексты очень часто являются предметом насмешек в СМИ и среди тех, кто не любит этот тип музыки, но, судя по их количеству и популярности, это не влияет ни на авторов, ни на исполнителей, ни на слушающую их аудиторию.

### Авторские песни, приобретшие статус народных
- Тамо далеко
- Креће се лађа француска
- Играле се делије
- Химна косовских јунака

### Турбо-фолк
Турбо-фолк представляет собой стиль, совмещающий современную поп-музыку с национальными мелодиями, а также восточными и цыганскими. Получил распространение в 1990-е годы не только в Сербии, но и по всей бывшей Югославии, а также в Греции и Болгарии. Основоположницей турбо-фолка считается Лепа Брена (настоящее имя — Фахрета Яхич).

## Известные коллективы и исполнители

### Классическая музыка
- Композитор Петар Конёвич

### Рок
- Екатарина Велика
- Баяга и инструктори
- Електрични оргазам
- The No Smoking Orchestra
- Рибля чорба
- Нелле Карайлич
- Джордже Балашевич

### Поп
- Мария Шерифович
- Здравко Чолич
- Наташа Беквалац
- Елена Карлеуша
- Александра Радович
- Леонтина Букоманович
- Гоца Тржан
- Желько Йоксимович
- Саша Ковачевич
- Елена Томашевич

### Фолк
- Марина Тадич
- Зорица Брунцлик
- Лепа Брена
- Цеца (Светлана Ражнатович)
- Радмила Манойлович
- Джей Рамадановски

### Хип-хоп
- Београдски синдикат
- Марчело